# Come Together (Now United)
Come Together è una canzone del gruppo pop globale Now United, pubblicata il 7 marzo 2020. La canzone è stata resa disponibile su piattaforme digitali il 13 marzo 2020, una partnership con il marchio automobilistico Jeep. Presenta le voci di Sabina, Heyoon, Any, Shivani, Bailey, Josh e Noah.

## Sfondo
Il 29 gennaio 2020, in una ripresa quotidiana di The Now United Show, è stato rivelato che i membri erano in studio a registrare la canzone, insieme a molti altri. Il 5 febbraio, il gruppo ha annunciato di aver iniziato a provare la coreografia per quella canzone e ha iniziato le riprese del video musicale il 18 febbraio. Il 4 marzo 2020 è stata annunciata l'uscita di Come Together e il video musicale è stato presentato in anteprima tre giorni dopo.

### Video musicale
Il video musicale è stato registrato a Coyote Dry Lake, California, e pubblicato il 7 marzo 2020. Questo è stato il primo video musicale per il gruppo con il membro Savannah Clarke, il quindicesimo membro. Il membro indiano, Shivani, è il protagonista del video musicale.

### Evento
Il gruppo ha tenuto una festa di lancio a San Paolo, il 9 marzo 2020, per celebrare il video della pista. All'evento hanno partecipato fan e diversi ospiti come Modelo Vera Viel, che era accompagnato dal cognato Danilo Faro, fratello di Rodrigo Faro. L'evento ha anche riunito influencer digitali come Nah Cardoso, Erick Mafra, Gustavo Rocha, Klebio Damas, Luara Fonseca, Mharessa Fernanda, Bibi Tatto, tra gli altri.

## Prestazione
Il video di prove di danza della canzone è stato rilasciato il 9 marzo 2020, che è stato coreografato da Josh. Il gruppo ha eseguito la canzone in diversi programmi brasiliani, tra cui Caldeirão do Huck e Domingo Show.

## Come Together Tour
Le date ufficiali del tour avrebbero dovuto essere pubblicate il 18 marzo. Durante le promozioni del gruppo con Caldeirão do Huck in Brasile, Any Gabrielly annunciò che il gruppo si sarebbe recato in diverse città brasiliane per il tour.
I fan hanno espresso confusione quando i suddetti piani del tour non sono stati annunciati il 18, lasciando molti fan a chiedersi se il tour fosse stato posticipato o cancellato. Successivamente, è stato annunciato ufficialmente che il tour sarebbe stato posticipato a una data successiva a causa della pandemia COVID-19 mondiale

## Premi e nomination
| Anno | Premio                     | Categoria          | Risultato       | Rif.   |
| ---- | -------------------------- | ------------------ | --------------- | ------ |
| 2020 | Prêmio Jovem Brasileiro    | Clip esplosiva     | Candidato/a     | [ 41 ] |
| 2020 | Meus Prêmios Nick          | Hit internazionale | Vincitore/trice | [ 42 ] |
| 2020 | Kids' Choice Awards México | Hit mondiale       | Candidato/a     | [ 43 ] |
| 2020 | Capricho Awards            | Hit internazionale | In attesa       | [ 44 ] |

## Distribuzione
| Regione | Data          | Formato                      | Etichetta | Rif.   |
| ------- | ------------- | ---------------------------- | --------- | ------ |
| Vari    | 13 marzo 2020 | Download digitale, streaming | XIX, AWAL | [ 45 ] |

## Crediti
- Vocalists: Now United
- Produzione musicale: Gingerbread, Emile Ghantous per FUSION Music, Kai Smith e Keith Hetrick
- Testi: Emile Ghantous (ASCAP), Keith Hetrick (IMC), Sidnie Tipton (SESAC), Meron Mengist (IMC), Kai Smith, Fritz Michallik
- Coreografia: Willdabeast Adams
- Direttore del video musicale: Alexis Gudino
- Autorizzazione alla registrazione nel luogo della clip: San Bernardino County Film Office